# Междуреченск (Кемеровска област)
Вижте пояснителната страница за други значения на Междуреченск.
Междуреченск (на руски: Междуреченск) е град в Кемеровска област, Русия. Населението на града към 1 януари 2018 е 97 060 души.

## История
Селището е основано през 1946 година, през 1955 година получава статут на град.